# Stefano da Verona

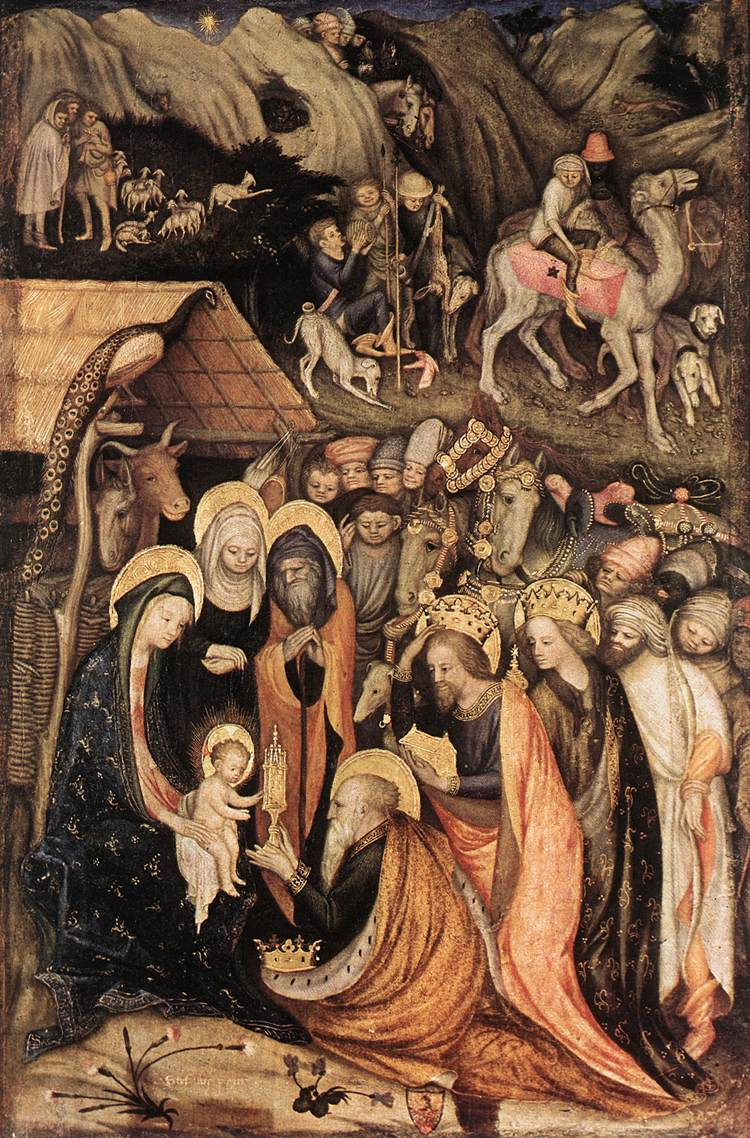
Adorazione dei Magi (1434), pinacoteca di Brera, Milano

Stefano da Verona, o da Zevio (1379 circa – 1438 circa), è stato un pittore italiano attivo a Verona tra il XIV e il XV secolo.

## Biografia
Figlio del pittore francese Jean d'Arbois, che era approdato al servizio di Gian Galeazzo Visconti dopo aver lavorato sotto Filippo l'Ardito in Borgogna, ebbe verosimilmente formazione artistica pavese, nell'atelier dei miniatori viscontei. Fu influenzato da Michelino da Besozzo, come rintracciabile in confronti come quello con la Madonna del Roseto di Michelino (1420 circa), oggi al Museo di Castelvecchio di Verona e a lungo attribuita a Stefano.
Prima di stabilirsi a Verona visse anche a Padova. Finalmente a Verona si affermò come esponente del gotico internazionale, con opere di grande raffinatezza lineare, come l'Adorazione dei Magi della Pinacoteca di Brera, suo capolavoro della maturità, firmato e datato 1434. L'opera dimostra dimestichezza nel calibrare una composizione affollata, una straordinaria cura nei dettagli e una resa spaziale innaturale e fiabesca.
Frequentò il collega Pisanello, negli stessi anni a Verona, e tra i due si notano influenze reciproche.
Suoi affreschi frammentari sono presenti all'interno della Chiesa di San Francesco di Mantova. Nel Worcester Art Museum di Worcester si conserva una Madonna dell'Umiltà a lui attribuita.